# Hell
Hell er centrum med jernbanestation i bygden Lånke i Stjørdal kommune i Trøndelag i Norge. Ved folke- og boligtællingen i 2001 havde Lånke 2.747 indbyggere, hvoraf 860 i Hell.
Navnet Hell kommer fra norrønt hellir, som betød "overhæng".

## Fauna
Stor vandsalamander findes; den er på den nasjonale rødliste (i Norge).

## Jernbanestation
Hell Station på Nordlandsbanen er blevet lidt af en turistattraktion. På norsk betyder hell "held", men på engelsk er betydningen "helvede". 
Besøgende, ofte fra udlandet, kommer til denne station for at lade sig fotografere ved skiltet med stednavnet og ligeledes ved skiltet som bærer teksten Hell Gods expedition. Dette er den gamle norske stavemåde for "godsekspedition", som også har en speciel betydning på engelsk, nemlig "Guds ekspedition", og der sælges en million postkort i året med dette motiv. 
Prospektkort af stationen om vinteren sælger også godt, idet dette viser til det engelske ordsprog "when Hell freezes over" – "Når helvede fryser til" – dvs. "aldrig".

## Kultur
Hvert år arrangeres Hell Blues Festival her, som fra og med 2006 hed Hell Music Festival.